# Ovolara australis
Ovolara australis là một loài bọ cánh cứng trong họ Elmidae. Loài này được King miêu tả khoa học năm 1865.